# Championnat de Sierra Leone de football 2019-2020
Navigation
Édition précédente Édition suivante
La saison 2019-2020 du Championnat de Sierra Leone de football est la trente-septième édition de la Premier League, le championnat national de première division en Sierra Leone. Les quatorze équipes se rencontrent deux fois au cours de la saison, en matchs aller-retour. À la fin du championnat, les deux derniers du classement sont relégués et remplacés par les deux meilleures formations du championnat de deuxième division.
La saison ne va pas jusqu'à son terme, du fait de la pandémie de Covid-19, qui provoque l'arrêt du championnat au mois de mars 2020. De ce fait, en juillet 2020, tous les résultats sont annulés et aucun titre de champion n'est décerné. De plus, il n'y a ni promotion, ni relégation entre les première et deuxième division.

## Participants
- Bo Rangers FC
- East End Lions FC
- Mighty Blackpool FC
- Kallon Football Club
- Kamboi Eagles FC
- East End Tigers FC
- Ports Authority FC
- Central Parade FC
- Diamond Stars
- Freetown City FC
- FC Johansen
- Old Edwardians FC
- RSLAF FC
- Anti Drugs Strikers

## Compétition
Le classement est établi sur le barème de points suivant : victoire à 3 points, match nul à 1, défaite à 0.
| Rang | Équipe               | Pts | J  | G | N | P | Bp | Bc | Diff |
| ---- | -------------------- | --- | -- | - | - | - | -- | -- | ---- |
| 1    | Bo Rangers FC        | 23  | 13 | 6 | 5 | 2 | 13 | 7  | +6   |
| 2    | Kamboi Eagles        | 21  | 12 | 6 | 3 | 3 | 14 | 9  | +5   |
| 3    | Diamond Stars        | 20  | 13 | 5 | 5 | 3 | 17 | 12 | +5   |
| 4    | Kallon Football Club | 20  | 12 | 5 | 5 | 2 | 12 | 7  | +5   |
| 5    | East End Lions FCT   | 20  | 10 | 6 | 2 | 2 | 9  | 4  | +5   |
| 6    | East End Tigers FC   | 20  | 12 | 6 | 2 | 4 | 12 | 9  | +3   |
| 7    | Old Edwardians FC    | 20  | 12 | 6 | 2 | 4 | 12 | 9  | +3   |
| 8    | Ports Authority FC   | 18  | 12 | 5 | 3 | 4 | 15 | 11 | +4   |
| 9    | FC Johansen          | 14  | 12 | 3 | 5 | 4 | 7  | 9  | -2   |
| 10   | Anti Drugs Strikers  | 13  | 12 | 3 | 4 | 5 | 6  | 10 | -4   |
| 11   | RSLAF                | 13  | 12 | 3 | 4 | 5 | 7  | 12 | -5   |
| 12   | Central Parade       | 8   | 12 | 1 | 5 | 6 | 9  | 17 | -8   |
| 13   | Mighty Blackpool FC  | 8   | 12 | 1 | 5 | 6 | 9  | 18 | -9   |
| 14   | Freetown City FC     | 7   | 12 | 1 | 4 | 7 | 2  | 10 | -8   |

|  | T : Tenant du titre |

## Bilan de la saison
| Championnat de Sierra Leone de football 2019-2020 |             |
| Champion                                          | Aucun       |
| Coupes et trophées                                |             |
| Vainqueur de la Coupe de Sierra Leone 2019-2020   | Non disputé |
| Qualifications continentales                      |             |
| Ligue des champions de la CAF 2020-2021           | Aucun       |
| Coupe de la confédération 2020-2021               | Aucun       |
| Promotions et relégations                         |             |
| Promus en Première division                       | Aucun       |
| Relégués en Deuxième division                     | Aucun'      |